# Gare de Coo
Ne doit pas être confondu avec Gare de Roanne-Coo.
La gare de Coo est une gare ferroviaire de la ligne 42, Rivage - Gouvy-frontière, située au village de Coo sur le territoire de la commune de Stavelot, en région wallonne dans le sud de la province de Liège.
C'est une halte ferroviaire de la Société nationale des chemins de fer belges (SNCB) desservie par des trains InterCity (IC) et d’heure de pointe (P).

## Situation ferroviaire
Établie à 250 m d'altitude, la halte de Coo est située au point kilométrique (PK) 32,60 de la ligne 42, Rivage - Gouvy-frontière, entre les gares ouvertes d'Aywaille et de Trois-Ponts.

## Histoire
Le 1er juillet 1890, l'Administration des chemins de fer de l'État belge met en service la section de Stoumont à Ponts de la ligne de l'Amblève, dernier maillon entre Trois-Ponts et Rivage. Il n'y a alors pas de gare à cet endroit mais une gare existait à Roanne-Coo, près du viaduc.
Cette gare, située près de La Gleize, était à l'écart du village de Grand-Coo mais à proximité relative de la gare de La Gleize.
L'année suivante, la commune obtint la création d'une halte, mise en service le 3 janvier 1891. C'était alors un point d'arrêt administré depuis la gare de Roanne-Coo. Il n'y a jamais eu de bâtiment de gare à Coo.
Le point d'arrêt de Coo ferme durant toute la Première Guerre mondiale et ne rouvre qu'en 1920.
La SNCB ferme la gare de Coo le 3 juin 1984, celle de Roanne-Coo était déjà fermée depuis 1978.
Pourtant, dès le mois de juin 1985, la gare de Coo voit à nouveau les trains s'arrêter (uniquement lors de la saison estivale).
À partir du 29 mai 1988, les trains s'arrêtent à nouveau à Coo pendant toute l'année.
La ligne est électrifiée peu avant l'an 2000. À cette occasion, l'unique quai est déplacé de l'autre côté de la voie et modernisé.

## Service des voyageurs

### Accueil
Halte SNCB, c'est un point d'arrêt non gardé (PANG) à accès libre.

### Desserte
Coo est desservie par des trains InterCity (IC) et d'Heure de pointe (P) de la SNCB circulant sur la ligne commerciale 43.  
En semaine, on retrouve : 
- des trains IC entre Liège-Guillemins et Luxembourg (toutes les heures) ;
- deux trains P de Gouvy à Liège-Guillemins (le matin) ;
- un unique train P de Liège-Guillemins à Gouvy (l’après-midi).

Les week-ends et jours fériés, la desserte se résume à des IC Liers - Liège - Luxembourg, qui circulent toutes les deux heures.

### Intermodalité
Un parc parking pour les véhicules y est aménagé.

## Comptage voyageurs
Le graphique et le tableau montrent le nombre de passagers qui en moyenne embarquent durant la semaine, le samedi et le dimanche.
| Nombre de voyageurs qui embarquent à la gare de Coo | Nombre de voyageurs qui embarquent à la gare de Coo | Nombre de voyageurs qui embarquent à la gare de Coo | Nombre de voyageurs qui embarquent à la gare de Coo |
|                                                     | Semaine                                             | Samedi                                              | Dimanche                                            |
| --------------------------------------------------- | --------------------------------------------------- | --------------------------------------------------- | --------------------------------------------------- |
| 1977                                                | 5                                                   | 4                                                   | 22                                                  |
| 1978                                                | 5                                                   | 3                                                   | 8                                                   |
| 1979                                                | 14                                                  | 12                                                  | 18                                                  |
| 1980                                                | 14                                                  | 7                                                   | 12                                                  |
| 1981                                                | 11                                                  | 11                                                  | 10                                                  |
| 1982                                                | 16                                                  | 10                                                  | 21                                                  |
| 1983                                                | 13                                                  | 23                                                  | 5                                                   |
| 1984                                                |                                                     | -                                                   | -                                                   |
| 1985                                                |                                                     | -                                                   | -                                                   |
| 1986                                                | -                                                   | -                                                   | -                                                   |
| 1987                                                | -                                                   | -                                                   | -                                                   |
| 1988                                                | 15                                                  | 19                                                  | 20                                                  |
| 1989                                                | 18                                                  | 35                                                  | 21                                                  |
| 1990                                                | 23                                                  | 25                                                  | 12                                                  |
| 1991                                                | 24                                                  | 26                                                  | 27                                                  |
| 1992                                                | 21                                                  | 27                                                  | 40                                                  |
| 1993                                                | 42                                                  | 17                                                  | 29                                                  |
| 1994                                                | 42                                                  | 20                                                  | 62                                                  |
| 1995                                                | 29                                                  | 37                                                  | 31                                                  |
| 1996                                                | 32                                                  | 21                                                  | 62                                                  |
| 1997                                                | 49                                                  | 26                                                  | 27                                                  |
| 1998                                                | 30                                                  | 11                                                  | 29                                                  |
| 1999                                                | 31                                                  | 13                                                  | 20                                                  |
| 2000                                                | 33                                                  | 30                                                  | 31                                                  |
| 2001                                                | 25                                                  | 14                                                  | 12                                                  |
| 2002                                                | 21                                                  | 23                                                  | 22                                                  |
| 2003                                                | 42                                                  | 12                                                  | 41                                                  |
| 2004                                                | 39                                                  | 19                                                  | 28                                                  |
| 2005                                                | 26                                                  | 36                                                  | 68                                                  |
| 2006                                                | 29                                                  | 26                                                  | 46                                                  |
| 2007                                                | 36                                                  | 26                                                  | 54                                                  |
| 2008                                                | -                                                   | -                                                   | -                                                   |
| 2009                                                | 31                                                  | 39                                                  | 48                                                  |
| 2010                                                | -                                                   | -                                                   | -                                                   |
| 2011                                                | -                                                   | -                                                   | -                                                   |
| 2012                                                | 45                                                  | 30                                                  | 57                                                  |
| 2013                                                | 36                                                  | 39                                                  | 63                                                  |
| 2014                                                | 46                                                  | 45                                                  | 82                                                  |
| 2015                                                | 46                                                  | 50                                                  | 40                                                  |
| 2016                                                | 38                                                  | 47                                                  | 72                                                  |
| 2017                                                | 39                                                  | 40                                                  | 61                                                  |
| 2018                                                | 36                                                  | 41                                                  | 49                                                  |
| 2019                                                | 35                                                  | 50                                                  | 66                                                  |
| 2020                                                | 31                                                  | 41                                                  | 37                                                  |
| 2021                                                | -                                                   | -                                                   | -                                                   |
| 2022                                                | 233                                                 | 142                                                 | 143                                                 |
| 2023                                                | 147                                                 | 97                                                  | 155                                                 |
| 2024                                                | 187                                                 | 146                                                 | 179                                                 |